# Ernst Birck
Johann Baptist Ernst Gustav Birck (* 9. Februar 1838 in Köln; † 30. März 1881 in Endenich) war ein preußischer Verwaltungsbeamter und Landrat des Kreises Bergheim (Erft).:359

## Leben

### Herkunft und Ausbildung
Ernst Birck war der Sohn des Oberregierungsrats Johann Baptist Birck und der Josefine Elisabeth Birck, geb. Meurers. Als Absolvent der Rheinischen Ritterakademie in Bedburg, die er im Juli 1857 mit Ablegung der Reifeprüfung verließ, leistete er im Anschluss als Einjährig-Freiwilliger seinen Militärdienst ab. Parallel zu diesem immatrikulierte er sich am 23. Oktober 1857 an der Universität Bonn, die er bis zum Wintersemester 1858/59 besuchte. Sein Studium der Rechtswissenschaft beendete er an den Universitäten in München und Heidelberg. Mit dessen Abschluss begann er am 21. Mai 1861 mit seiner praktischen Ausbildung als Auskultator bei dem Landgericht Köln. In gleicher Stellung wechselte Birck mit dem 1. Mai 1863 an das Landgericht Trier.:359

### Werdegang
Nach Ablegung des ersten Staatsexamens trat er zum 9. Mai 1864 als Regierungsreferendar in den preußischen Verwaltungsdienst ein, wo er bei den Regierungen in Trier und Breslau Einsatz fand. Nach Ablegung der höheren Staatsprüfung (13. November 1867) wurde er ab dem 30. Dezember 1867 als Regierungsassessor bei der Regierung Stettin eingesetzt. Bevor er in der Nachfolge des am 14. März 1868 verstorbenen Otto Rintelen am 17. Juni die Leitung des Landratsamtes des Kreises Bergheim antrat (Ernennung zum 1. Juli 1868). Seit dem 17. Juni 1876 konnte er die Dienstgeschäfte jedoch wegen Geisteskrankheit nicht mehr wahrnehmen. Mit dem 3. Juli übernahm diese Richard Herwarth von Bittenfeld. Seitens der Aufsichtsbehörde, der Regierung in Köln, führte man Bircks Zustand auf die „abgeschiedene Situation in dem kleinen, stillen, ihm eine geistig erfrischende Anregung und entsprechenden Umgang nicht bietenden Bergheim“ zurück.:234 Anm. 512 Vorausgegangen war die mehrfache “Gewährung” längerer Urlaube.:234 Zum 30. November 1877 zur Disposition gestellt, wurde Birck mit dem 1. April 1878 pensioniert.:359
Birck erwarb sich während seiner neunjährigen Amtszeit in Bergheim durchaus Sympathien im Kreis, wohl ganz im Gegensatz zu seinem Vorgänger, Adolf Carl Raitz von Frentz. In mehreren Eingaben von Gemeinderatsmitgliedern wurde er lobend erwähnt. Nach einem während des Kulturkampfs anonym an Adalbert Falk, den damaligen preußischen Kultusminister, adressierten Schreiben war Birck „ein Ultramontaner reinsten Wassers“, womit zugleich eine enge Verbindung zur Zentrumspartei impliziert werden konnte. Während der Regierungspräsident in Köln den Brief zu entkräften versuchte, ging sie auf die Unterstellung hinsichtlich der politischen Verbindung nicht ein. Als Birck 1877 schließlich aus medizinischen Gründen zur Disposition gestellt werden sollte, riet der Oberpräsident der Rheinprovinz, Moritz von Bardeleben, zunächst zum Abwarten, da er eine so frühzeitige Pensionierung „bei der bisherigen verdienstvollen Amtsführung desselben für eine doppelte empfindliche Härte“ empfand, letztlich folgte die Verabschiedung aber dennoch im selben Jahr.

### Familie
Der Katholik Ernst Birck heiratete am 15. Juni 1869 in Gürath, Bürgermeisterei Frimmersdorf Anna Sophia Hubertina Cornelia Clemens (* 5. Dezember 1843 in Gürath; in zweiter Ehe mit dem Bonner Notar Hermann J. Conzen verheiratet), eine Tochter des Gutsbesitzers auf dem Güratherhof, Heinrich Clemens und der Anna Josepha Clemens, geb. Horn.:359